# 米切尔·索金
米切尔·索金是一位美国海洋微生物学家，工作于马萨诸塞州伍兹霍尔的海洋生物学实验室，研究方向为海洋单细胞生物。